# 므뇨브니키역
므뇨브니키역(러시아어: Мнёвники)은 2021년 4월 1일에 개장한 모스크바 지하철 볼샤야 콜체바야 선의 역이다. 2021년 12월 7일에 카홉스카야 역까지 연장되어 중간역이 되었다.